# 3505 Byrd
A 3505 Byrd (ideiglenes jelöléssel 1983 AM) a Naprendszer kisbolygóövében található aszteroida. Brian A. Skiff fedezte fel 1983. január 9-én.